# 梅尔皮尼亚诺
梅尔皮尼亚诺（義大利語：Melpignano），是意大利莱切省的一个市镇。总面积10平方公里，人口2241人，人口密度224.1人/平方公里（2009年）。ISTAT代码为075045。